# 90. Internationale Sechstagefahrt

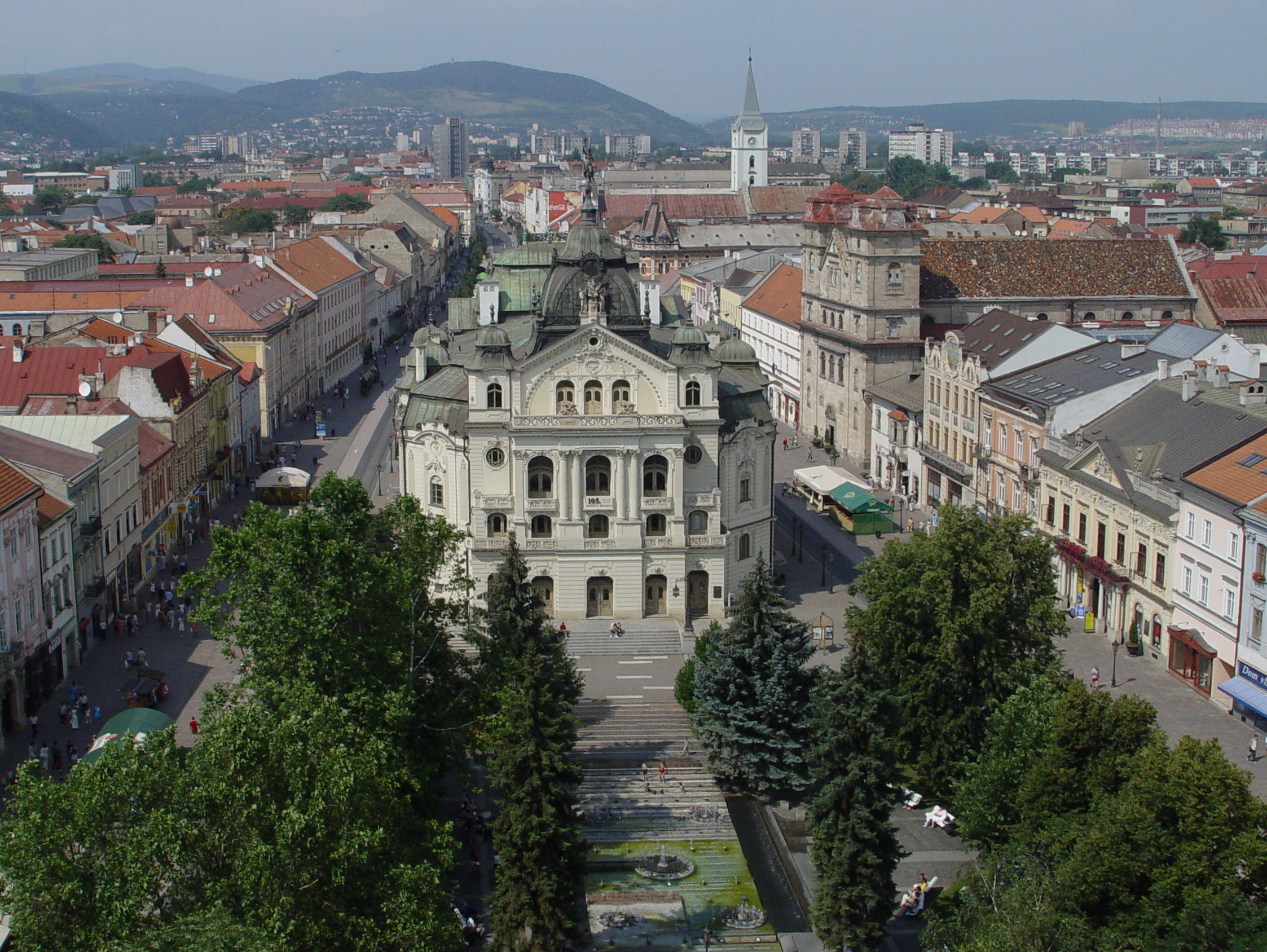
Košice, Start- und Zielort der einzelnen Etappen

Die 90. Internationale Sechstagefahrt war die Mannschaftsweltmeisterschaft im Endurosport und fand vom 7. bis 12. September 2015 im slowakischen Košice sowie der näheren Umgebung statt. Die Nationalmannschaften Australiens konnten zum ersten Mal die World Trophy, zum zweiten Mal die Junior Trophy sowie zum dritten Mal in Folge die Women's Trophy gewinnen.

## Wettkampf

### Organisation
Nach der 80. Internationalen Sechstagefahrt (2005) fand die Veranstaltung zum zweiten Mal in der Slowakei statt.
Am Wettkampf nahmen 23 Teams für die World Trophy, 13 für die Junior Trophy, sechs für die Women’s Trophy und 96 Clubteams aus insgesamt 31 Nationen teil.
Deutschland nahm an der World Trophy und Junior Trophy, Women’s Trophy sowie mit neun (davon drei gemischtnationale) Clubmannschaften teil. Die Schweiz nahm an der World Trophy und Junior Trophy teil. Österreich fuhr in der World Trophy, Junior Trophy sowie mit zwei Clubmannschaften.

### 1. Tag

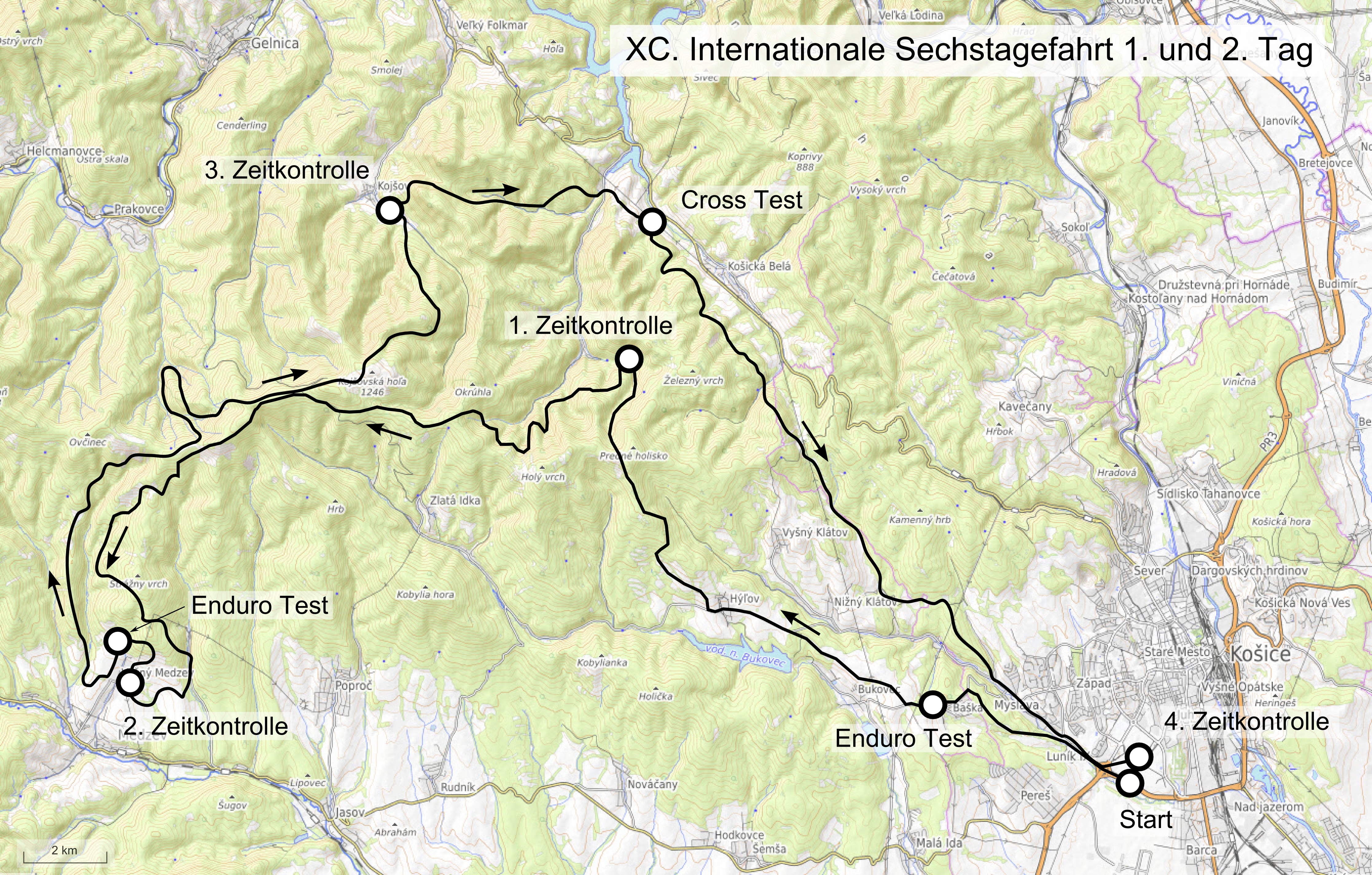
Strecke des 1. und 2. Fahrtages

Insgesamt 497 Fahrer nahmen den Wettkampf auf. Die erste Tagesetappe über 275,4 Kilometer führte von Košice in den Nordwesten. Es war ein zweimal zu absolvierender Rundkurs mit vier Zeitkontrollen pro Runde. Die Sonderprüfungen je Runde waren zwei Enduro- sowie ein Motocross-Test.
Die Fahrer die zeitlich zuerst das Ziel erreicht hatten, blieben von starkem Regen verschont, der unmittelbar darauf einsetzte.
Nach dem ersten Fahrtag führte in der World-Trophy-Wertung das Team aus den USA vor Australien und Frankreich. Das deutsche Team lag auf dem 9., das österreichische auf dem 13. und das Schweizer auf dem 16. Platz. Im deutschen Team schied Nico Rambow aus der Wertung. Sein Motorrad hatte Zündungsprobleme, er erreichte die folgende Zeitkontrolle zu spät. Damit war das tägliche Streichresultat bereits aufgebraucht.
In der Junior-Trophy-Wertung führte das australische Team vor Schweden und Frankreich. Das deutsche Team lag auf dem 9., das österreichische auf dem 12. und das Schweizer auf dem 13. Platz.
In der Women’s Trophy führte das australische Team vor den Mannschaften aus Frankreich und Schweden.
Die Clubwertung führte der Moto Club Italia vor Team Ostra Elite und KBS UAMK TEAM UNHOST. Beste deutsche Clubmannschaft war das Team DMSB 1-ADAC Westfalen/Sachsen auf dem 27. Platz. Für Österreich der MSC Dalaas International auf dem 66. Platz.

### 2. Tag
Die Strecke des zweiten Fahrtages war identisch des Vortags.
Die World-Trophy-Wertung führte das Team aus Australien vor den USA und Frankreich an. Das deutsche Team lag weiter auf dem 9., das österreichische und Schweizer Team rutsche jeweils einen Platz ab auf den 14. bzw. 17. Platz.
In der Junior-Trophy-Wertung führte unverändert das australische Team vor Schweden und Frankreich. Das deutsche Team rutsche auf den 10. Platz ab, Österreich und die Schweiz lagen unverändert auf dem 12. bzw. 13. Platz.
In der Women’s Trophy führte unverändert das australische Team vor den Mannschaften aus Frankreich und Schweden.
Die Clubwertung führte Team Ostra Elite vor VAMC Drie Musketiers und KBS UAMK TEAM UNHOST an. Das Team DMSB 1-ADAC Westfalen/Sachsen verbesserte sich auf den 23., der MSC Dalaas International auf den 55. Platz.

### 3. Tag

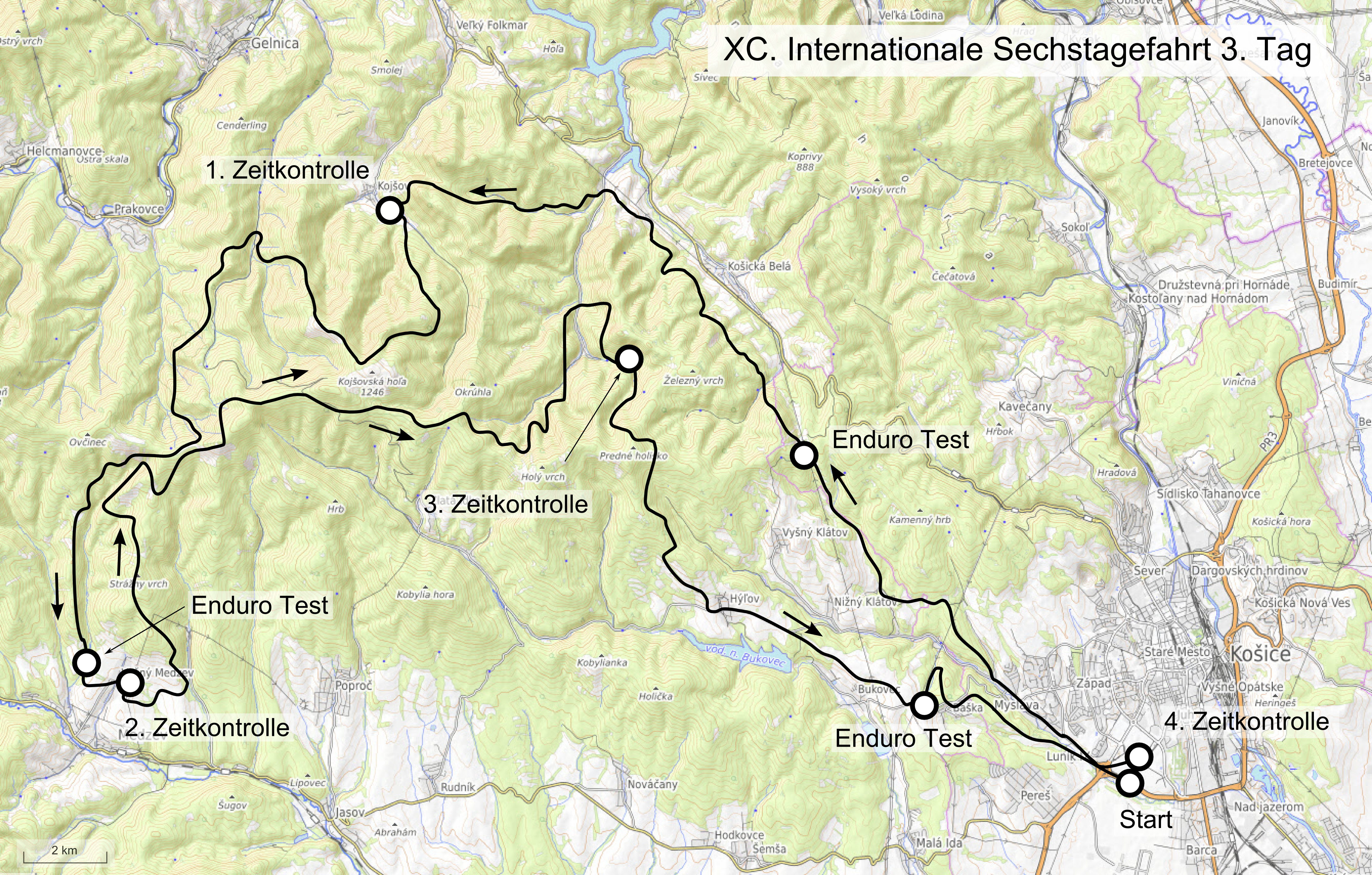
Strecke des 3. Fahrtages

Die Etappe des dritten Tages führte wiederum in den Nordwesten und nutzte dabei größtenteils Streckenteile der Vortage in entgegengesetzter Richtung. Es waren zwei Runden zu insgesamt 283 Kilometern zu fahren. Je Runde waren vier Zeitkontrollen sowie drei Endurotests als Sonderprüfungen zu absolvieren.
Eine achtköpfige Gruppe übersah eine Streckenmarkierung und fuhr fälschlicherweise in entgegengesetzte Richtung. Betroffene waren die World-Trophy-Fahrer: Marc Bourgeois, Anthoni Boissiere und Jeremy Joly (alle drei Frankreich), Lorenzo Santolino und Cristobal Guerrero (beide Spanien), David Knight (Vereinigtes Königreich), Taylor Robert (USA) und Manuel Monni (Italien). Erst nach etwa vier Kilometern bemerkten sie ihren Fehler, suchten sich eigenmächtig einen Weg zurück zur korrekten Route und verpassten dadurch eine Durchfahrtskontrolle, was den Wertungsausschluss bedeutete. Die Jury unterstützte nach Anhörung aller Beteiligten die Fahrtleitung. Zur Begründung ihres Handels führten die Fahrer an, dass es für zu gefährlich gewesen wäre, die Strecke in entgegengesetzter Richtung wieder zurückzufahren, im Falle, es würden noch weitere fehlgeleitete Fahrer folgen. – Die betroffene Nationenverbände reichten einen Appeal, einen speziellen Protest, gegen diese Entscheidung ein, was bedeutete, dass die Fahrer weiter teilnehmen durften. Deren Ergebnisse tauchten vorerst nicht in den Ergebnislisten auf.
In der World-Trophy-Wertung führte damit das Team aus Australien vor den USA und Frankreich. Das deutsche Team verbesserte sich auf den 9., das österreichische auf den 13. und das Schweizer auf den 16. Platz.
Die Junior-Trophy-Wertung führte das australische Team vor Schweden und den USA an. Das österreichische Team verbesserte sich auf den 11. Platz, unmittelbar dahinter lagen das deutsche und Schweizer Team auf dem 12. bzw. 13. Platz. Im deutschen Team schied Bruno Wächtler mit Motorschaden aus, womit das tägliche Streichresultat aufgebraucht war.
In der Women’s Trophy führte weiter das australische Team vor den Mannschaften aus Frankreich und Schweden.
Die Clubwertung führte VAMC Drie Musketiers vor Team Ostra Elite und KBS UAMK TEAM UNHOST. Beste deutsche Clubmannschaft war das Team DMSB 5-ADAC Südbaden/Sachsen auf dem 35. Platz. Der MSC Dalaas International verbesserte sich auf den 49. Platz.

### 4. Tag

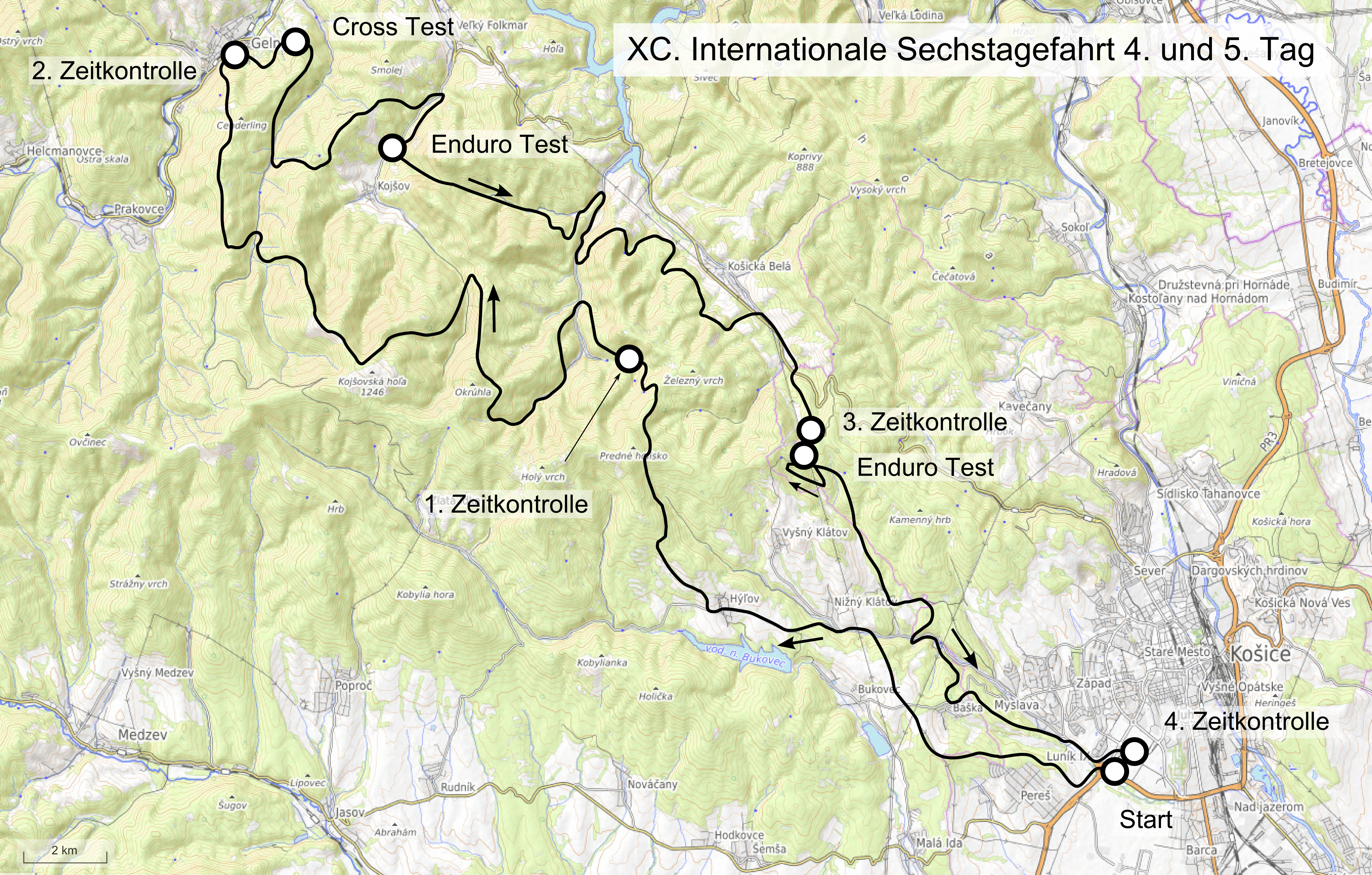
Strecke des 4. und 5. Fahrtages

Am vierten Tag war wieder zweimal ein Rundkurs über insgesamt 267 Kilometer zu fahren. Je Runde waren vier Zeitkontrollen sowie zwei Enduro- sowie ein Motocross-Test als Sonderprüfungen eingerichtet. Wieder setzte nach Zieleinlauf der zuerst eingetroffenen Fahrer Regen ein.
Am Ende des vierten Fahrtags führte in der World-Trophy-Wertung das Team aus Australien vor Frankreich und Spanien. Das deutsche Team verbesserte sich auf den 7., das österreichische auf den 12. und das Schweizer auf den 14. Platz.
In der Junior-Trophy-Wertung führte wie am Vortag das australische Team vor Schweden und den USA. Ohne Veränderung zum Vortag lagen das österreichische Team auf dem 11., Deutschland auf dem 12. und die Schweiz auf dem 13. Platz.
In der Women’s Trophy führte nach wie vor das australische Team vor den Mannschaften aus Frankreich und Schweden.
Die Clubwertung führte unverändert VAMC Drie Musketiers vor Team Ostra Elite und KBS UAMK TEAM UNHOST an. Beste deutsche Clubmannschaft war das Team DMSB 1-ADAC Westfalen/Sachsen auf dem 39. Platz. Der MSC Dalaas International verbesserte sich auf den 43. Platz.

### 5. Tag
Die Strecke des fünften Tages war identisch des Vortags.
Das Disziplinargericht der FIM, der CDI (International Disciplinary Court), hatte aufgrund der Intervention von Frankreich die Jury angewiesen, die Disqualifikation der Fahrer wieder zurückzunehmen und provisorisch wieder in den Ergebnissen zu führen. Womit aber die Entscheider vor Ort (u. a. Jury und Racedirector) „übergangen“ wurden. – Das war aber keine Entscheidung über die Rechtswirksamkeit der Disqualifikation. Darüber wurde erst in einem späteren Verfahren entschieden.
Die Zwischenstände nach dem fünften Fahrtag: In der World-Trophy-Wertung führte (nach o. g. Anweisung) das Team aus Frankreich vor Australien und Spanien. Das deutsche Team lag unverändert auf dem 7. Platz. Österreich rutschte auf den 13. Platz ab. Die Schweiz lag wie am Vortag auf dem 14. Platz.
In der Junior Trophy führte das australische Team vor Schweden und Italien. Das österreichische Team verbesserte sich auf den 10. Platz, unmittelbar dahinter lagen das deutsche und Schweizer Team auf dem 11. bzw. 12. Platz.
In der Women’s Trophy führte unverändert das australische Team vor den Mannschaften aus Frankreich und Schweden.
Die Clubwertung führte nach wie vor VAMC Drie Musketiers vor Team Ostra Elite und KBS UAMK TEAM UNHOST an. Das Team DMSB 1-ADAC Westfalen/Sachsen verbesserte sich auf de 39. Platz. Der MSC Dalaas International lag unverändert auf dem 43. Platz.

### 6. Tag

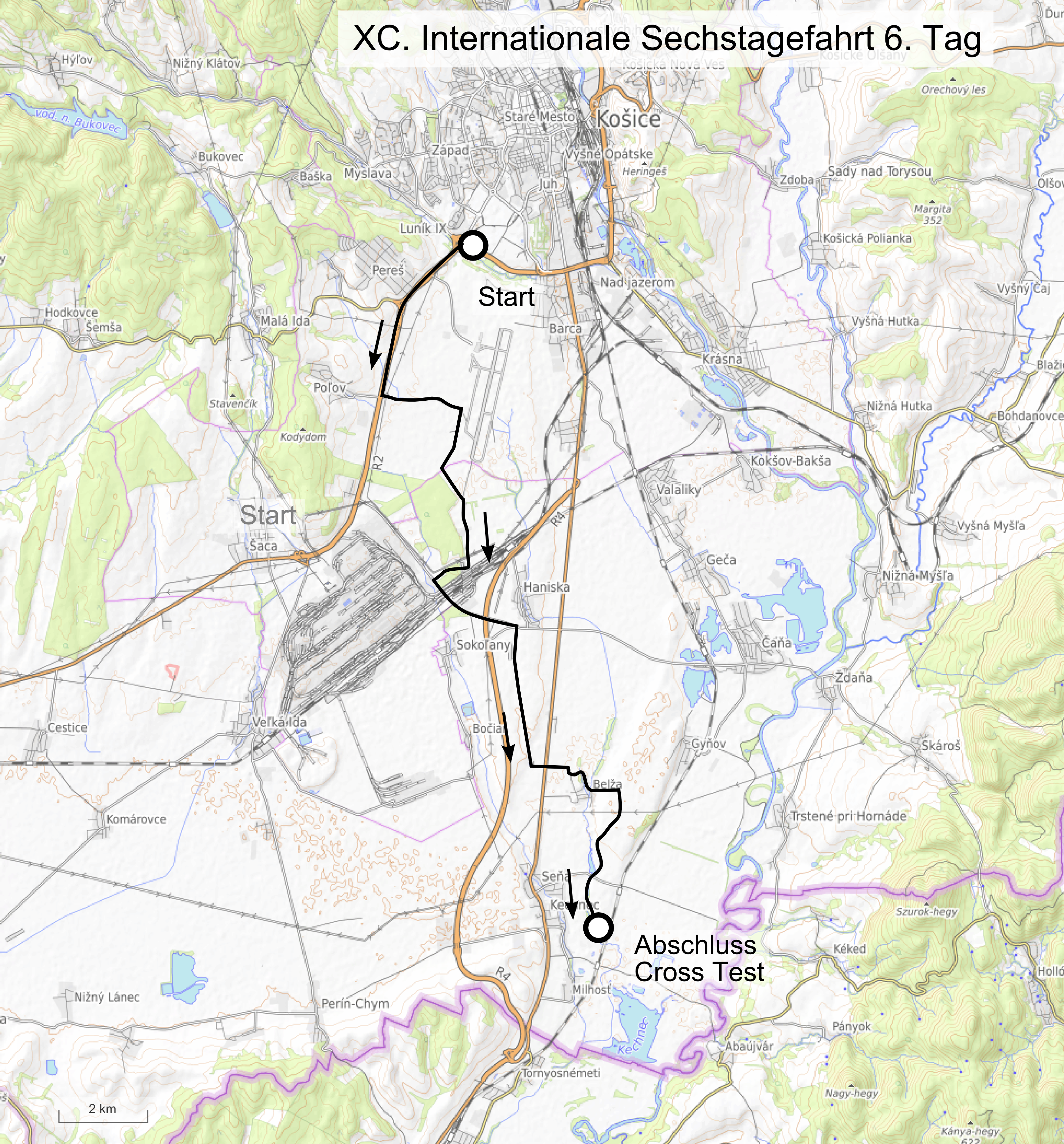
Strecke des 6. Fahrtages

Die letzte Tagesetappe führte in das südliche gelegene Kechnec, wo als letzte Sonderprüfung das Abschluss-Motocross ausgetragen wurde. Das Wetter war spätsommerlich und niederschlagsfrei.
Bei der unmittelbar an den Wettkampf anschließenden Siegerehrung bestiegen die australischen Fahrer, die – bei Berücksichtigung der o. g. Disqualifikationen in Führung liegend – als Gesamtzweiter aufgerufen wurden, demonstrativ das Siegerpodest. Erst nach ausdrücklicher Anweisung eines Offiziellen verließen sie dies wieder. Als die Franzosen aufgerufen wurden und das Podest bestiegen, wurden sie von der Mehrheit des Publikums ausgepfiffen. Die Fahrer wurden zwar geehrt und die Trophäe überreicht, jedoch war deren Sieg noch nicht offiziell.

## Endergebnisse

### World Trophy
Am 2. November 2015 entschied der International Disciplinary Court der FIM über die Einsprüche der Fédération Française de Motocyclisme, der Real Federación Motoclista Española und der Auto-Cycle Union gegen die Entscheidung der internationalen Jury, die acht Fahrer disqualifiziert hatte, die eine Durchfahrtskontrolle verpasst hatten. – Die Disqualifikation war dem Regelwerk entsprechend und bleibt bestehen. Demzufolge wurde die australische Nationalmannschaft zum Sieger erklärt.
| Platz | Team                   | Zeit        |
| ----- | ---------------------- | ----------- |
| 1.    | Australien             | 21:09:31,14 |
| 2.    | Italien                | 21:27:52,21 |
| 3.    | Finnland               | 21:49:13,25 |
| 4.    | Deutschland            | 22:01:46,71 |
| 5.    | Tschechien             | 22:03:19,92 |
| 6.    | Schweden               | 22:23:17,01 |
| 7.    | Slowakei               | 22:29:14,26 |
| 8.    | Portugal               | 22:31:33,59 |
| 9.    | Polen                  | 22:55:39,80 |
| 10.   | Österreich             | 22:55:49,13 |
| 11.   | Schweiz                | 23:11:25,28 |
| 12.   | Estland                | 23:15:33,57 |
| 13.   | Südafrika              | 23:19:57,28 |
| 14.   | Belgien                | 23:50:00,74 |
| 15.   | Griechenland           | 24:38:04,65 |
| 16.   | Slowenien              | 25:55:12,93 |
| 17.   | Rumänien               | 27:50:58,74 |
| 18.   | Norwegen               | 28:02:50,93 |
| 19.   | Spanien                | 30:41:44,86 |
| 20.   | Vereinigtes Königreich | 30:48:29,61 |
| 21.   | Ungarn                 | 33:27:38,91 |
| 22.   | Vereinigte Staaten     | 37:31:42,11 |
| 23.   | Frankreich             | 39:43:01,08 |

### Junior World Trophy
| Platz | Team                   | Zeit        |
| ----- | ---------------------- | ----------- |
| 1.    | Australien             | 12:56:33,09 |
| 2.    | Schweden               | 13:11:59,93 |
| 3.    | Italien                | 13:23:17,17 |
| 4.    | Frankreich             | 13:24:24,41 |
| 5.    | Vereinigtes Königreich | 13:26:33,72 |
| 6.    | Finnland               | 13:27:52,57 |
| 7.    | Mexiko                 | 13:44:14,55 |
| 8.    | Tschechien             | 13:54:51,53 |
| 9.    | Slowakei               | 14:01:18,07 |
| 10.   | Österreich             | 14:08:47,69 |
| 11.   | Deutschland            | 14:11:09,52 |
| 12.   | Schweiz                | 14:55:47,04 |
| 13.   | Vereinigte Staaten     | 18:09:31,30 |

### Women's World Trophy
| Platz | Team               | Zeit        |
| ----- | ------------------ | ----------- |
| 1.    | Australien         | 10:15:02,65 |
| 2.    | Frankreich         | 11:10:56,38 |
| 3.    | Schweden           | 11:30:23,63 |
| 4.    | Finnland           | 11:39:14,13 |
| 5.    | Vereinigte Staaten | 11:41:37,80 |
| 6.    | Slowakei           | 36:00:00,00 |

### Club Team Award
| Platz                      | Team                                 | Zeit        |
| -------------------------- | ------------------------------------ | ----------- |
| 1.                         | VAMC Drie Musketiers                 | 14:15:06,42 |
| 2.                         | Team Ostra Elite                     | 14:20:08,61 |
| 3.                         | KBS UAMK TEAM UNHOST                 | 14:25:37,60 |
| 4.                         | GOFASTERS.COM                        | 14:42:17,14 |
| 5.                         | SACU TEAM SCOTLAND                   | 14:47:10,11 |
| 6.                         | BMT Gottbros Team-FIM Europe CZE/SVK | 14:47:28,88 |
| 7.                         | EnC Racing CZ I                      | 14:48:17,31 |
| 8.                         | Motosport Klub Hostalkovice          | 14:51:55,21 |
| 9.                         | Team West Sweden                     | 14:53:27,84 |
| 10.                        | Team Ostra Junior                    | 14:56:23,66 |
| 000{\displaystyle \vdots } |                                      |             |
| 34.                        | DMSB 1-ADAC Westfalen/Sachsen        | 17:44:41,81 |
| 000{\displaystyle \vdots } |                                      |             |
| 40.                        | MSC Dalaas International             | 18:54:01,89 |
| 000{\displaystyle \vdots } |                                      |             |
| 45.                        | DMSB 2-ADAC Sachsen                  | 19:14:58,13 |
| 000{\displaystyle \vdots } |                                      |             |
| 48.                        | DMSB 6-ADAC Südbayern/Nordbaden      | 20:01:51,34 |
| 49.                        | Knopper Racingteam                   | 20:34:44,21 |
| 000{\displaystyle \vdots } |                                      |             |
| 53.                        | DMSB 5-ADAC Südbaden/Sachsen         | 24:17:03,07 |
| 000{\displaystyle \vdots } |                                      |             |
| 66.                        | DMSB 4-ADAC Niedersachsen/Berlin     | 28:39:40,69 |
| 000{\displaystyle \vdots } |                                      |             |
| 83.                        | Veteranen team-FIM Europe NLD/DEU    | 35:00:38,28 |
| 000{\displaystyle \vdots } |                                      |             |
| 86.                        | FIM Europe LUX/DEU                   | 37:41:41,36 |
| 000{\displaystyle \vdots } |                                      |             |
| 90.                        | DMSB 3-ADAC Hansa                    | 42:27:49,62 |
| 000{\displaystyle \vdots } |                                      |             |
| 96.                        | FIM Europe DEU/DNK                   | 54:00:00,00 |

### Manufacturer's Team Award
| Platz | Team               | Zeit        |
| ----- | ------------------ | ----------- |
| 1.    | Husqvarna 1        | 12:39:57,31 |
| 2.    | Yamaha Australia   | 12:39:58,82 |
| 3.    | KTM Australia      | 12:57:36,06 |
| 4.    | Husqvarna 3        | 12:58:01,33 |
| 5.    | KTM Italia         | 12:58:52,11 |
| 6.    | KTM Support        | 13:03:34,38 |
| 7.    | Husqvarna Osellini | 13:06:23,36 |
| 8.    | KTM Germany        | 13:09:06,96 |
| 9.    | Husqvarna 4        | 13:22:07,11 |
| 10.   | Husqvarna 5        | 13:40:01,41 |
| 11.   | Husqvarna 10       | 13:49:23,74 |
| 12.   | Husqvarna 8        | 13:50:36,17 |
| 13.   | Husqvarna 11       | 14:20:40,29 |
| 14.   | Husqvarna 2        | 19:43:01,21 |
| 15.   | TM Racing SPA      | 22:20:10,56 |
| 16.   | Husqvarna 9        | 23:15:07,42 |
| 17.   | KTM Factory        | 31:14:30,16 |
| 18.   | Husqvarna 6        | 31:57:47,44 |
| 19.   | Husqvarna 7        | 36:18:53,55 |

### Einzelwertung
| Klasse | Starter | Gold | Silber | Bronze | ohne Medaille | Ausfall/Disqualifikation | Ausfall/Disqualifikation | Ausfall/Disqualifikation | Ausfall/Disqualifikation | Ausfall/Disqualifikation | Ausfall/Disqualifikation | Ausfall/Disqualifikation | Klassensieger (Motorrad)   | Zeit       |
| Klasse | Starter | Gold | Silber | Bronze | ohne Medaille | 1. Tag                   | 2. Tag (e)               | 3. Tag (e)               | 4. Tag (e)               | 5. Tag (e)               | 6. Tag (e)               | Gesamt (f)               | Klassensieger (Motorrad)   | Zeit       |
| ------ | ------- | ---- | ------ | ------ | ------------- | ------------------------ | ------------------------ | ------------------------ | ------------------------ | ------------------------ | ------------------------ | ------------------------ | -------------------------- | ---------- |
| E1 (a) | 63      | 24   | 22     | 2      |               | 4                        | 2                        | 3                        | 2                        | 0                        | 0                        | 15                       | Jamie McCanney (Husqvarna) | 4:12:06,87 |
| E2 (b) | 77      | 39   | 17     | 9      |               | 1                        | 3                        | 2                        | 2                        | 2                        | 0                        | 12                       | Ryan Sipes (Husqvarna)     | 4:07:37,44 |
| E3 (c) | 50      | 25   | 17     | 4      |               | 1                        | 0                        | 0                        | 1                        | 0                        | 0                        | 4                        | Daniel Sanders (KTM)       | 4:11:39,30 |
| EW (d) | 17      | 6    | 6      | 2      | 0             | 3                        | 3                        | 0                        | 0                        | 0                        | 0                        | 3                        | Tayla Jones (Yamaha)       | 5:02:57,80 |
| C1 (a) | 84      | 27   | 24     | 15     | 7             | 4                        | 5                        | 6                        | 2                        | 1                        | 0                        | 11                       | Lucas Dolfing (TM)         | 4:44:42,18 |
| C2 (b) | 121     | 23   | 34     | 26     | 9             | 8                        | 11                       | 5                        | 4                        | 5                        | 0                        | 29                       | Oliver Nelson (Husqvarna)  | 4:40:46,51 |
| C3 (c) | 85      | 11   | 26     | 15     | 11            | 14                       | 7                        | 1                        | 3                        | 1                        | 0                        | 22                       | Fredrik Johansson (Beta)   | 4:42:46,95 |
| Gesamt | 497     | 155  | 146    | 73     | 27            | 35                       | 31                       | 17                       | 14                       | 9                        | 0                        | 96                       |                            |            |

## Teilnehmer
| Staat                  | World Trophy Team | Junior Trophy Team                                                                                                | Women´s Trophy Team                                                         | Club-Teams |
| ---------------------- | --- | --- | --------------------------------------------------------------------------- | --- |
| Australien             | Joshua Green (Yamaha) Daniel Milner (Yamaha) Matthew Phillips (KTM) Beau Ralston (Yamaha) Lachlan Stanford (Husqvarna) Glen Kearny (Husqvarna)             | Broc Grabham (Sherco) Tom Mason (KTM) Daniel Sanders (KTM) Tye Simmonds (KTM)                                     | Jessica Gardiner (Sherco) Tayla Jones (Yamaha) Jemma Wilson (Yamaha)        | AUSTRALIA-CLUB TEAM |
| Belgien                | Arno Desprechins (KTM) Bertrand Bailleux (Husqvarna) Jeremy Herinne (Moto TM) Andrew Leloup (KTM) Quentin Monfort (Husqvarna) Wim Vanderheyden (Husqvarna) | |                                                                             | MC Sitges-Calet-FIM Europe ESP/BEL (1 Fahrer) (l) |
| Dänemark               | | |                                                                             | FIM Europe DEU/DNK (1 Fahrer) (n) |
| Deutschland            | Edward Hübner (KTM) Nico Rambow (KTM) Mark Risse (Beta) Jan Schäfer (KTM) Davide von Zitzewitz (KTM) Christian Weiss (KTM)                                 | Nico Busch (KTM) Bruno Wächtler (KTM) Paul Rossbach (KTM) Yanik Spachmüller (KTM)                                 |                                                                             | DMSB 1-ADAC Westfalen/Sachsen DMSB 2-ADAC Sachsen DMSB 3-ADAC Hansa DMSB 4-ADAC Niedersachsen/Berlin DMSB 5-ADAC Südbaden/Sachsen DMSB 6-ADAC Südbayern/Nordbaden FIM Europe DEU/DNK (1 Fahrer) (n) FIM Europe LUX/DEU (1 Fahrer) (m) Veteranen team-FIM Europe NLD/DEU (1 Fahrer) (k) |
| Estland                | Priit Biene (Husqvarna) Martin Leok (KTM) Veiko Raats (KTM) Elary Talu (KTM) Toomas Triisa (Husqvarna) Priit Palatu (KTM)                                  | |                                                                             | MK gasgas Somerpalu MK |
| Finnland               | Eero Remes (Moto TM) Antti Helsten (Husqvarna) Mika Barnes (KTM) Eemil Pojola (Husqvarna) Henric Stigell (KTM) Matias Savo (KTM)                           | Antti Hanninen (Husqvarna) Joni Kaivolainen (KTM) Jiri Leino (Beta) Mika Tamminen (Husqvarna)                     | Sanna Karkkainnen (KTM) Taru Koskinen (Moto TM) Marita Nyqvist (Yamaha)     | DYNASET Powered by Hydraulics Kuuma Ryhma Offroadpro.fi SE-Team SsMK CLUB TEAM Veterans from Finland |
| Frankreich             | Marc Bourgeois (Yamaha) Anthony Boissiere (Sherco) Loic Larrieu (Sherco) Antoine Basset (KTM) Jeremy Joly (KTM) Mathias Bellino (Husqvarna)                | Quentin Delhaye de Maulde (Moto TM) David Abgrall (Yamaha) Jean-Baptiste Nicolot (Yamaha) Anthony Geslin (Yamaha) | Blandine Dufrene (KTM) Geraldine Fournel (Sherco) Audrey Rossat (Husqvarna) | CHABLIS MOTO VERTE EQUIPE ESPOIR ENDURO AQUITAINE HURAND TEAM PARIS MOTO CLUB UNIVERSAL RIDE |
| Griechenland           | Kimon Karampelas (Beta) Michail Ntouzenis (Honda) Artemis Sfinarolakis (Husqvarna) Vasilios Siafarikas (Honda) Giannis Trigkas (Beta) Alexios Zoras (KTM)  | |                                                                             | OFF ROAD TEAM SMOK-EDIL Team-FIM Europe GRC/ISR (2 Fahrer) (j) |
| Irland                 | | |                                                                             | Foyle District MCC |
| Israel                 | | |                                                                             | SMOK-EDIL Team-FIM Europe GRC/ISR (1 Fahrer) (j) |
| Italien                | Matteo Bresolin (KTM) Nicolo Mori (KTM) Jonathan Manzi (Husqvarna) Davide Guarneri (Moto TM) Oscar Balletti (KTM) Manuel Monni (Moto TM)                   | Nicolo Bruschi (Honda) Matteo Pavini (KTM) Mirko Spandre (KTM) Michele Marchelli (Husqvarna)                      |                                                                             | FAST TEAM MOTO CLUB ALBATROS MOTO CLUB AMX MOTO CLUB ARDOSA MOTO CLUB BREMBANA TEAM MOTO CLUB ITALIA MOTO CLUB MANZANO MOTO CLUB M.M.RACING MOTO CLUB SCUDERIA DOLOMITI MOTO CLUB TREVISO |
| Kanada                 | | |                                                                             | FIM North America 1 (2 Fahrer) (q) Team Canada |
| Luxemburg              | | |                                                                             | FIM Europe LUX/DEU (2 Fahrer) (m) |
| Mexiko                 | | Didier Goirand (Beta) Ivan Ramirez (KTM) Arturo Rodriguez (KTM) Eric Yorba (KTM)                                  |                                                                             | |
| Niederlande            | | |                                                                             | Nederland 1 TOERENTELLER VAMC Drie Musketiers Veteranen team-FIM Europe NLD/DEU (2 Fahrer) (k) |
| Norwegen               | Kevin Burud (KTM) Marius Helmersen (KTM) Jarle Holm (KTM) Martin-Hovin Johansen (KTM) Alexander Nyberg (Suzuki) Jon Anders Sogn Oiom (Husaberg)            | |                                                                             | |
| Österreich             | Bernhard Schöpf (KTM) Michael Staufer (KTM) Patrick Neisser (Husqvarna) Matthias Wibmer (Husqvarna) Walter Feichtinger (KTM) Mario Hirschmugl (KTM)        | Michael Feichtinger (Husqvarna) Markus Geier (KTM) Philipp Reichinger (Husqvarna) Florian Reichinger (Husqvarna)  |                                                                             | Knopper Racingteam MSC Dalaas International |
| Polen                  | Marcin Frycz (KTM) Grzegorz Kargul (KTM) Lukasz Kedzierski (Yamaha) Sebastian Krywult (KTM) Jakub Kucharski (KTM) Pawel Szymkowski (KTM)                   | |                                                                             | ER 15 G&G RTM Radom KTM Novi Korona Kielce |
| Portugal               | Luis Correia (Beta) Joao Lourenco (Kawasaki) Luis Oliveira (Yamaha) Goncalo Reis (KTM) Joaquim Rodrigues (KTM) Diogo Ventura (GasGas)                      | |                                                                             | IS3 RACE TEAM-FMP |
| Rumänien               | Stefan Muntean (KTM) Andrei-Nicusor Botoaca (Husqvarna) Ionot Tocitu (KTM) Alexandru Garbacea (KTM) Emanuel Gyenes (KTM) Szilveszter Marton (KTM)          | |                                                                             | |
| San Marino             | | |                                                                             | MC TITANO |
| Schweden               | Johan Edlund (Yamaha) Henrik Lindholm (KTM) Erik Ljungberg (Kawasaki) Mattias Ojanpera (Husqvarna) Kevin Olsen (Sherco) Martin Sundin (Husqvarna)          | Jesper Borjesson (Husqvarna) Michael Persson (Yamaha) John Ramstrom (Husqvarna) Tommy Sjostrom (GasGas)           | Jessica Jonsson (Kawasaki) Emelie Karlsson (Yamaha) Emmily Smalsjo (Yamaha) | Team Ostra Botkyrka MK Team Ostra Elite Team Ostra Forsvarsmaktens EK Team Ostra Gota MS Team Ostra Junior Team West Sweden |
| Schweiz                | Francois Carron (KTM) Cedric Evard (Husqvarna) Thierry Graber (Sherco) Hansrudi Kilchenmann (Honda) Kewin Murisier (KTM) Jonathan Rosse (Yamaha)           | Sandor Allemann (KTM) Daniel Brunner (KTM) Kelien Michaud (KTM) Alexandre Vaudan (Husqvarna)                      |                                                                             | |
| Slowakei               | Marek Giertl (KTM) Marek Haviar (KTM) Zlatko Novosad (Husqvarna) Miroslav Sevela (Moto TM) Jaroslav Strbek (Suzuki) Stefan Svitko (KTM)                    | Michal Drevenak (KTM) Michal Kosik (KTM) Michal Novocky (Husqvarna) Tomas Zboran (KTM)                            | Karin Hostinska (Husaberg) Katarina Jurickova (Husqvarna)                   | Albert Enduro Team BAMU BMT Slovakia Team BETA MOTO PALIC TEAM-FIM Europe CZE/SVK (1 Fahrer) (o) BMT Gottbros Team-FIM Europe CZE/SVK (1 Fahrer) (p) Enduro Club Puchov ENDURO KOPERBENT TEAM FORD SZILCAR-OP AUTO Racing Team (2 Fahrer) (h) JATO ENDURO KLUB-FIM Europe CZE/SVK (1 Fahrer) (g) KAPAY RACING TEAM MISHImoto enduro team Radegast Birell Veteran Tím Slovakia Sadro Team Slovakia Zilinski rebeli |
| Slowenien              | Tomasz Podvratnik (KTM) Gregor Robek (KTM) Jaka Seles (KTM) Miha Spindler (Beta) Miran Stanovnik (KTM) Ales Vrhovc (KTM)                                   | |                                                                             | |
| Spanien                | Jonathan Barragan (Gasgas) Jaume Betriu (Husqvarna) Josep Garcia (Husqvarna) Victor Guerrero (KTM) Lorenzo Santolino (Sherco) Cristobal Guerrero (Yamaha)  | |                                                                             | MC Sitges-Calet-FIM Europe ESP/BEL (2 Fahrer) (l) |
| Südafrika              | Hendrik-Coetzer Botha (KTM) Bradley Cox (KTM) Kenneth Gilbert (Yamaha) Blake Gutzeit (KTM) Brett Swanepol (Yamaha) Daniel-Christian van Zyl (Yamaha)       | |                                                                             | |
| Tschechien             | Jiri Hadek (KTM) Ondrej Helmich (KTM) Michal Kadlecek (Beta) Patrik Markvart (KTM) Jaromir Romancik (KTM) Radek Toman (KTM)                                | Jakub Hrones (KTM) Lukas Kucera (KTM) Martin Kulhanek (Husqvarna) Adolf Zivny (KTM)                               |                                                                             | AK Krakonos Jilemnice I AK Krakonos Jilemnice II BETA MOTO PALIC TEAM-FIM Europe CZE/SVK (2 Fahrer) (o) BMT Czech BMT Gottbros Team-FIM Europe CZE/SVK (2 Fahrer) (p) EnC Racing CZ I EnC Racing CZ Junior Enduroklub Semily Enduroklub Semily II FORD SZILCAR-OP AUTO Racing Team (1 Fahrer) (h) Gottbros KBS UAMK TEAM UNHOST JATO ENDURO KLUB-FIM Europe CZE/SVK (2 Fahrer) (g) Jawa-CZ Classic Enduro Team KP ENDURO KLUB v ACR Motoklub Bilina Motoklub Chrastava Motoklub Chrastava 2 Motorsport Bozkov Motosport Klub Hostalkovice Promoto Racing team |
| Ungarn                 | Akos Csorba (Husaberg) Janos Desi (KTM) Bence Hollo (KTM) Peter Katai (KTM) Gyorgy Solymosi (Sherco) Barnabas Toth (KTM)                                   | |                                                                             | Enduro Team Hungary Club |
| Vereinigtes Königreich | David Knight (KTM) Jamie Lewis (KTM) Jamie McCanney (Husqvarna) Jack Rowland (Sherco) Tom Sagar (KTM) Joe Wootton (Husqvarna)                              | James Dent (KTM) Josh Gotts (Moto TM) Rob Johnson (KTM) Lee Sealey (Husqvarna)                                    |                                                                             | British Army Motorsports SACU TEAM SCOTLAND Team St George Witley MCC |
| Vereinigte Staaten     | Michael Brown (Husqvarna) Thaddeus Duvall (Husqvarna) Ryan Sipes (Husqvarna) Gary Sutherlin (KTM) Taylor Robert (KTM) Kailub Russell (KTM)                 | Grant Baylor (Yamaha) Stuart Baylor (KTM) Nicholas Davis (Husqvarna) Layne Michael (Honda)                        | Rachel Gutish (KTM) Mandi Mastin (KTM) Jamie Wells (KTM)                    | BOISE RIDGE RIDERS ELIZABETH SCOTT ERIC CLEVELAND FIM North America 1 (1 Fahrer) (q) GOFASTERS.COM MO MUDDERS TONY AGONIS |